# Stelling van Hilbert
In de differentiaalmeetkunde, een deelgebied van de meetkunde, stelt de  stelling van Hilbert (1901) dat er geen compleet regelmatig oppervlak, {\displaystyle S}, met een constante negatieve gaussiaanse kromming {\displaystyle K} bestaat, ingedompeld in {\displaystyle \mathbb {R} ^{3}}. 
Deze stelling beantwoordt de vraag voor het negatieve geval waarvan oppervlakken in {\displaystyle \mathbb {R} ^{3}} kunnen worden verkregen door het isometrisch indompelen van complete variëteiten met constante kromming. 
De stelling van Hilbert werd voor het eerst behandeld door David Hilbert in zijn, "Über Flächen von konstanter Krümmung" (Trans. Amer. Math. Soc. 2 (1901), 87-99). Een ander bewijs werd niet veel later gegeven door E. Holmgren, "Sur les surfaces à courbure constante negative," (1902).